# Andrzej Grabowski
Andrzej Piotr Grabowski (sinh ngày 15 tháng 3 năm 1952 tại Chrzanów, Ba Lan) là một diễn viên, ca sĩ và diễn viên hài người Ba Lan. Ông được biết đến với vai Ferdynand Kiepski trong phim truyền hình Swiat według Kiepskich.

## Sự nghiệp
Grabowski tốt nghiệp Học viện Nghệ thuật Sân khấu Ludwik Solski ở Cracow năm 1974, và ngay sau đó bắt đầu biểu diễn tại Nhà hát Juliusz Słowacki. Hai năm sau, ông đóng vai chính trong vở kịch Przepraszam, czy tu biją. Trong thời gian học tại Cracow, Grabowski đã có vai diễn dầu tiên trong bộ phim dài tập mang tên Odejścia, powroty. Ông chỉ đóng vai phụ trong các bộ phim cho đến năm 1989, khi ông đóng một trong những nhân vật chính trong bộ phim Kapitał, czyli jak zrobić pieniądze w Arlingtonce.
Grabowski đã trở nên nổi tiếng vào năm 1999 khi ông bắt đầu đóng vai chính Ferdynand Kiepski trong bộ phim truyền hình Świat według Kiepskich.
Sự xuất hiện đáng chú ý khác của Grabowski bao gồm video âm nhạc cho"Pokaż mi niebo", một bài hát của ban nhạc Feel Ba Lan và mùa thứ ba của game show Pháp Fort Boyard. Ông cũng được biết đến với việc lồng tiếng cho các nhân vật trong các bộ phim như Toy Story 3 và Chicken Little.
Grabowski đã được trao tặng Huân chương Công trạng Văn hóa - Gloria Artis vào năm 2007 vì những đóng góp xuất sắc của ông cho nền văn hóa Ba Lan.

## Đời tư
Grabowski đã kết hôn với nữ diễn viên Anna Tomaszewska. Cặp đôi ly hôn năm 2008. Cuộc hôn nhân của họ có chung hai cô con gái: Zuzanna và Katarzyna. Con rể của Grabowski (và chồng của Zuzanna) là Paweł Domagała.
Vào ngày 12 tháng 6 năm 2009, Grabowski kết hôn với Anita Kruszewska, một chuyên gia trang điểm. Phù rể của ông là nam diễn viên người Ba Lan Jan Nowicki.

## Các phim đã tham gia
- The Plagues of Breslau (2018).... public prosecutor
- Spoor (2017).... director
- Demon (2015)- vai bố Zaneta
- Secret Wars (2014)- vai Prior
- Operation H2O (2012)- vai Radek Szczemborski
- Skrzydlate świnie (2010)- vai Edzio
- Milion dolarów (2010)- vai Tomuś
- Piksele (2010)- vai Grave-digger
- Lunatycy (2009) (TV)- vai Wacław - Bố của Kama's
- Tajemnica Westerplatte (2009)- vai Adolf Petzelt
- Od pełni do pełni (2009)- vai Kaminski
- Little Moscow (2008)
- Senność (2008)- vai người bố
- Mr. Kuka's Advice (2008)- vai Kuka
- Jak żyć? (2008)- vai Prisoner
- The Chauffeur (2008)- vai Modrak
- Świadek koronny (2007)- vai Jaroslaw Kowalik 'Kowal'
- Strike (2006)- vai Sobieski
- Dublerzy (2006)- vai Leon May
- We're All Christs (2006)- vai Adas' Drinking Friend
- Diabeł (2005)- vai Franciszek
- Pitbull (2005)- vai Jacek Goc"Gebels"
- Atrakcyjny pozna panią (2004)- vai Wacław
- Zróbmy sobie wnuka (2003)- vai Maniek Kosela
- Superprodukcja (2003)- vai Napoleon
- Jak to się robi z dziewczynami (2002)- vai Zenon
- Golden Tears (2002)
- E=mc2 (2002)- vai Zając
- Day of the Wacko (2002)- vai người hàng xóm
- Kariera Nikosia Dyzmy (2002)- vai Roman Kiliński
- Edges of the Lord (2001)- vai Kluba
- Klinika pod wyrwigroszem (2001) (Chương trình TV)- vai Man
- The Tale of Mrs. Doughnut (2000)- vai Palacz
- Liceum czarnej magii (2000) (TV)- vai Tomasz Jarski
- With Fire and Sword (1999) (as A. Grabowski)- vai Drunk Nobleman
- Odwrócona góra albo film pod strasznym tytułem (1999)
- Prostytutki (1998).... Ula's Father
- Love Me and Do Whatever You Want (1998).... Sergeant looking for Sławek
- Sława i chwała (1998) (TV mini-series).... Golicz
- La ballata dei lavavetri (1998).... Paweł
- Colonel Kwiatkowski (1995).... Priest
- Polska śmierć (1995).... Sergeant
- Cudowne miejsce (1994).... Moon
- Śmierć jak kromka chleba (1994).... Miner
- Kapitał, czyli jak zrobić pieniądze w Polsce (1990).... Stefan Sapieja
- Dulscy (1976).... Office worker

### Phim truyền hình
- Wiat według Kiepskich (1999 - nay).... Ferdynand Kiepski
- Blondynka (2010-nay).... Trac Hot
- Duch w dom (2010).... Kazimierz
- Bây giờ... Janusz Sochon (1 tập, 2010)
- Đức quốc xã.... Puchalik (2 tập, 2009)
- Ojciec Mateusz.... Huấn luyện viên Sylwester (1 tập, 2009)
- Tylko miłość.... Max Wolar (26 tập, 20072002009)
- Chó pitbull.... Jacek Goc 'Gebels' (31 tập, 20052002008)
- Odwróceni.... Jaroslaw 'Cửu Long' Cửu Long (11 tập, 2007)
- Ja wam pokażę! (2007).... Người vô gia cư
- Hela w opałach.... Cảnh sát (1 tập, 2006)
- Złotopolscy.... Andrzej Złotopolski (2004 Khúc2006)
- Người giữ trẻ.... Lucjan Furman (1 tập, 2006)
- Boża podszewka. Thuốc Część (2005).... Andrzej Jurewicz
- Na doename i na złe.... Cha Kudelko (1 tập, 2002)
- Der Kapitän.... Eike (1 tập, 1997)
- Boża podszewka (1997).... Andrzej Jurewicz
- Spellbinder: Vùng đất của Chúa tể rồng.... Gan (4 tập, 1997)

## Lồng tiếng Ba Lan
- 2010: Harry Potter và Bảo bối Tử thần - Phần 1.... Tâm trạng thất thường
- 2010: Câu chuyện đồ chơi 3.... Gấu-O'-Huggin '
- 2009: Gwiazda Kopernika
- 2009: Cuộc đua đến Núi phù thủy.... Burke
- 2008: Tinh tinh không gian.... Tiến sĩ Jagu
- 2008: Tay đua tốc độ.... Cha
- 2007: Bị mê hoặc.... Nathaniel
- 2007: Harry Potter và Hội Phượng hoàng.... Tâm trạng thất thường
- 2005: Harry Potter và Chiếc cốc lửa.... Tâm trạng thất thường
- 2005: Gà nhỏ.... Buck"Ace"Cluck
- 2003: Anh Gấu.... Rutt
- 2001: Abrafax i piraci z Karaibów.... Đội trưởng

## Danh sách đĩa hát
| Mam tôm... czasami... banalnie                                                     | - Phát hành: 29 tháng 11 năm 2010 - Nhãn: Universal Music Ba Lan - Các định dạng: CD, CD + DVD, tải xuống kỹ thuật số | 36 |
| Cudne jest nudne                                                                   | - Phát hành: 18 tháng 6 năm 2013 - Nhãn: Universal Music Ba Lan - Các định dạng: CD, tải xuống kỹ thuật số            | 30 |
| "-"biểu thị một bản ghi không biểu đồ hoặc không được phát hành trong lãnh thổ đó. | |    |